# Luchthaven Kristiansand Kjevik
Luchthaven Kristiansand Kjevik (IATA: KRS, ICAO: ENCN) ligt ten noordoosten van de stad Kristiansand, in Agder in Noorwegen en ligt 16 kilometer van het centrum. De luchthaven bedient de hele streek met binnenlandse en internationale vluchten. In 2006 verwerkte de luchthaven 819.734 passagiers. De luchthaven is in handen van Avinor. 
De Noorse luchtmacht heeft een trainingscentrum op de luchthaven.

## Geschiedenis
In 1936 besloot de stad Kristiansand om een luchthaven te bouwen op Kongsgård, maar later veranderde men van gedachte en werd deze gebouwd op Kjevik. De bouw van de luchthaven begon in 1938 en het werd officieel geopend op 1 juni 1939, met een verharde start- en landingsbaan van 1000 meter. Daarnaast had ook een faciliteit voor watervliegtuigen. Het eerste vliegtuig dat officieel landde was een DC-2 van KLM die van Oslo naar Amsterdam vloog. Tegenwoordig vliegt KLM naar de luchthaven met Fokker 70 vliegtuigen.

### Tweede Wereldoorlog
Toen de Duitsers Noorwegen op 9 april 1940 aanvielen had de luchthaven een kleine groep soldaten. Na enige kleine aanvallen op passerende Duitse vliegtuigen en geruchten van de voortgang van de Duitse troepen, trokken de Noorse troepen zich terug en probeerden daarna om de start- en landingsbaan te barricaderen met prikkeldraad. Dat was niet erg succesvol en om 16:30 in de middag landde een Duitse Junkers Ju 52, dat had deelgenomen aan de aanval op het vliegveld van Sola, op het vliegveld. De baan werd uitgebreid tot 1500 meter. De luchthaven werd snel versterkt en al op 12 april had men er al een 30 Messerschmitt Bf 109E gestationeerd. De beruchte Duitse SS-leider Reinhard Heydrich, die ook een Luftwaffe-piloot was, maakte ook gebruik van de luchthaven. Tijdens de rest van de oorlog speelde de luchthaven een belangrijke rol in de Duitse verdediging van het bezette Noorwegen. In juni 1945 werd de luchthaven bevrijd door de Royal Air Force.

### Internationale routes
Vóór de oorlog begon Det Norske Luftfartsselskap (DNL) een route tussen Kristiansand en Kopenhagen. Na de Tweede Wereldoorlog begon Braathens met vliegen naar de Deense hoofdstad, maar dit duurde slechts twee jaar. In 1953 begon DNL's opvolger Scandinavian Airlines (SAS) met een route naar hun hub in Kopenhagen, met een stop in Aalborg. In 1970 kreeg Kristiansand een directe route naar Kopenhagen. In 1973 begon de luchtvaartmaatschappij met het vliegen van DC-9 op de route, maar kon deze vliegtuigen niet vullen.
Toen SAS stopte met vliegen naar Kopenhagen, zag Maersk Air zijn kans en begon met vliegen naar Kopenhagen met Fokker 50 vliegtuigen en drie dagelijkse vertrekken. Later schakelde de luchtvaartmaatschappij over naar Boeing 737 en Canadair Regional jets. Maersk Air had ook gedurende een korte periode een route naar de andere hub van Maersk Air, Billund (Denemarken). (1 nov. 2003 - 31 okt. 2004). Een bepaalde tijd vlogen de vliegtuigen verder naar Londen Gatwick, waardoor er een directe route begon naar Londen vanuit Kristiansand. Maar nu de route is overgenomen door SAS wordt deze weer bediend met Bombardier Q400 vliegtuigen.
KLM begon haar route van Amsterdam naar Oslo via Kristiansand direct na de oorlog. De route werd gebruikt tot 1971, toen hij veranderde in Göteborg - Oslo - Amsterdam. De luchtvaartmaatschappij gebruikte onder andere Convair 440 Metropolitan, Vickers Viscount en de Lockheed L-188 Electra vliegtuigen. In 1968 was de luchtvaartmaatschappij die straalvliegtuigen inzette naar de luchthaven met een Douglas DC-9. In 1999 probeerde de luchtvaartmaatschappij het opnieuw, met drie dagelijkse rechtstreekse vluchten naar Amsterdam, uitgevoerd door KLM Cityhopper met een Fokker-50, maar deze route werd gesloten na een jaar. Een paar jaar later begon KLM opnieuw, deze keer met Fokker 70 vliegtuigen.
Tussen 1963 en 1981 bediende Dan Air een route tussen Newcastle en Kjevik. Om te beginnen gebruikte de luchtvaartmaatschappij Airspeed Ambassadeurs, om later over te schakelen naar Hawker Siddeley HS 748s, De Havilland Kometen en BAC One-Elevens. De luchtvaartmaatschappij exploiteerde ook een route uit London-Gatwick naar Kristiansand voor enige tijd.
Gestart in het najaar van 1991, vloog Widerøe op de luchthaven Sandefjord Torp via Kjevik naar Londen Stansted met Fokker 50's. Maar er was te veel capaciteit tussen Noorwegen en Londen en op daarom sloot de luchtvaartmaatschappij de route na ongeveer een jaar.
De luchthaven ondergaat momenteel een verbouwing; de oorspronkelijke 2000 m. baan is ingekort tot 1840 meter, de verkeerstoren is vergroot en een grotere terminal is voorgesteld.

## Toegankelijkheid
Er gaat een bus naar Kristiansand, Lillesand, Grimstad en Arendal.